# 伊本·白图泰陨石坑
伊本·白图泰陨石坑（Ibn Battuta）是位于月球正面东部丰富海中的一座小撞击坑，其名称取自中世纪摩洛哥穆斯林学者、旅行家伊本·白图泰（1304年-1377年），1976年被国际天文学联合会批准接受。

## 描述

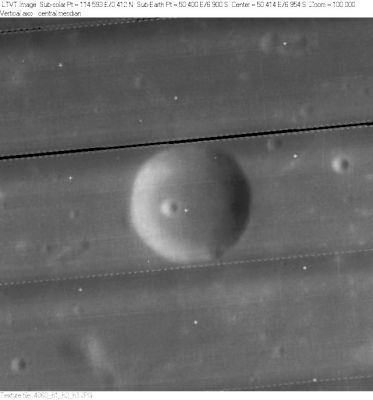
月球轨道器4号拍摄的图像

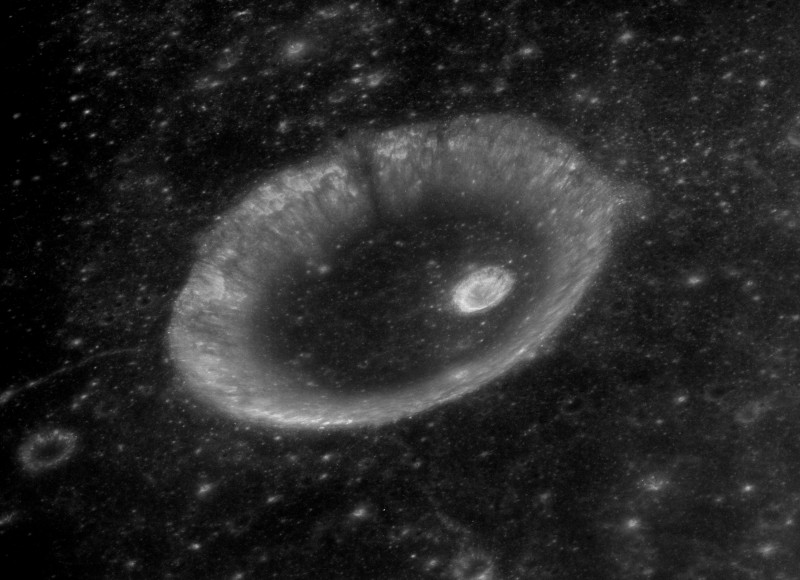
阿波罗16号拍摄的伊本·白图泰陨石坑南向斜视图

该陨坑西北靠近阿蒙顿陨石坑、东北毗邻大小类似的林德伯格陨石坑，阿尔马拉古什陨石坑和郭克兰纽陨石坑分别位于它的东南和西南、南面则横亘了外形扭曲的克罗兹陨石坑。伊本·白图泰陨石坑的东北和东面分别坐落了绵延的盖基山脊和莫森山脊。该陨坑中心月面坐标为6°54′S 50°24′E / 6.9°S 50.4°E，直径11.51公里，深约1.88公里。
伊本·白图泰陨石坑外观轮廓呈正圆状，几乎未受到撞击侵蚀，陨坑内侧壁反照率明显高于周边地形，但坑底表面色调却与周围月海相一致。其坑壁最大高出周边地形430米，内部容积约60.99立方千米。坑内地表平坦，靠西部可看到覆盖了一座醒目的小撞击坑。该陨坑形态特征隶属于SOS 型（以该类陨石坑的典型代表—索西琴尼陨石坑所命名）。
伊本·白图泰陨石坑西侧和西南月海中布满大量已被熔岩流淹没，仅剩一圈圈圆环露出在月表的幽灵陨石坑。当晨昏圈移至和接近丰富海时，在阳光斜照下可清楚地看到它们。
在1976年被国际天文学联合会正式命名前，该陨坑曾被称作卫星坑郭克兰纽 A。

## 另请参阅
- Andersson, L. E.; Whitaker, E. A. . NASA RP-1097. 1982.
- Blue, Jennifer. . USGS. July 25, 2007  [2007-08-05]. （原始内容存档于2012-04-08）.
- Bussey, B.; Spudis, P. . New York: Cambridge University Press. 2004. ISBN 978-0-521-81528-4.
- Cocks, Elijah E.; Cocks, Josiah C. . Tudor Publishers. 1995. ISBN 978-0-936389-27-1.
- McDowell, Jonathan. . Jonathan's Space Report. July 15, 2007  [2007-10-24]. （原始内容存档于2012-05-26）.
- Menzel, D. H.; Minnaert, M.; Levin, B.; Dollfus, A.; Bell, B. . Space Science Reviews. 1971, 12 (2): 136–186. Bibcode:1971SSRv...12..136M. doi:10.1007/BF00171763.
- Moore, Patrick. . Sterling Publishing Co. 2001. ISBN 978-0-304-35469-6.
- Price, Fred W. . Cambridge University Press. 1988. ISBN 978-0-521-33500-3.
- Rükl, Antonín. . Kalmbach Books. 1990. ISBN 978-0-913135-17-4.
- Webb, Rev. T. W.  6th revised. Dover. 1962. ISBN 978-0-486-20917-3.
- Whitaker, Ewen A. . Cambridge University Press. 1999. ISBN 978-0-521-62248-6.
- Wlasuk, Peter T. . Springer. 2000. ISBN 978-1-85233-193-1.